# Metropolitanato de Rodas

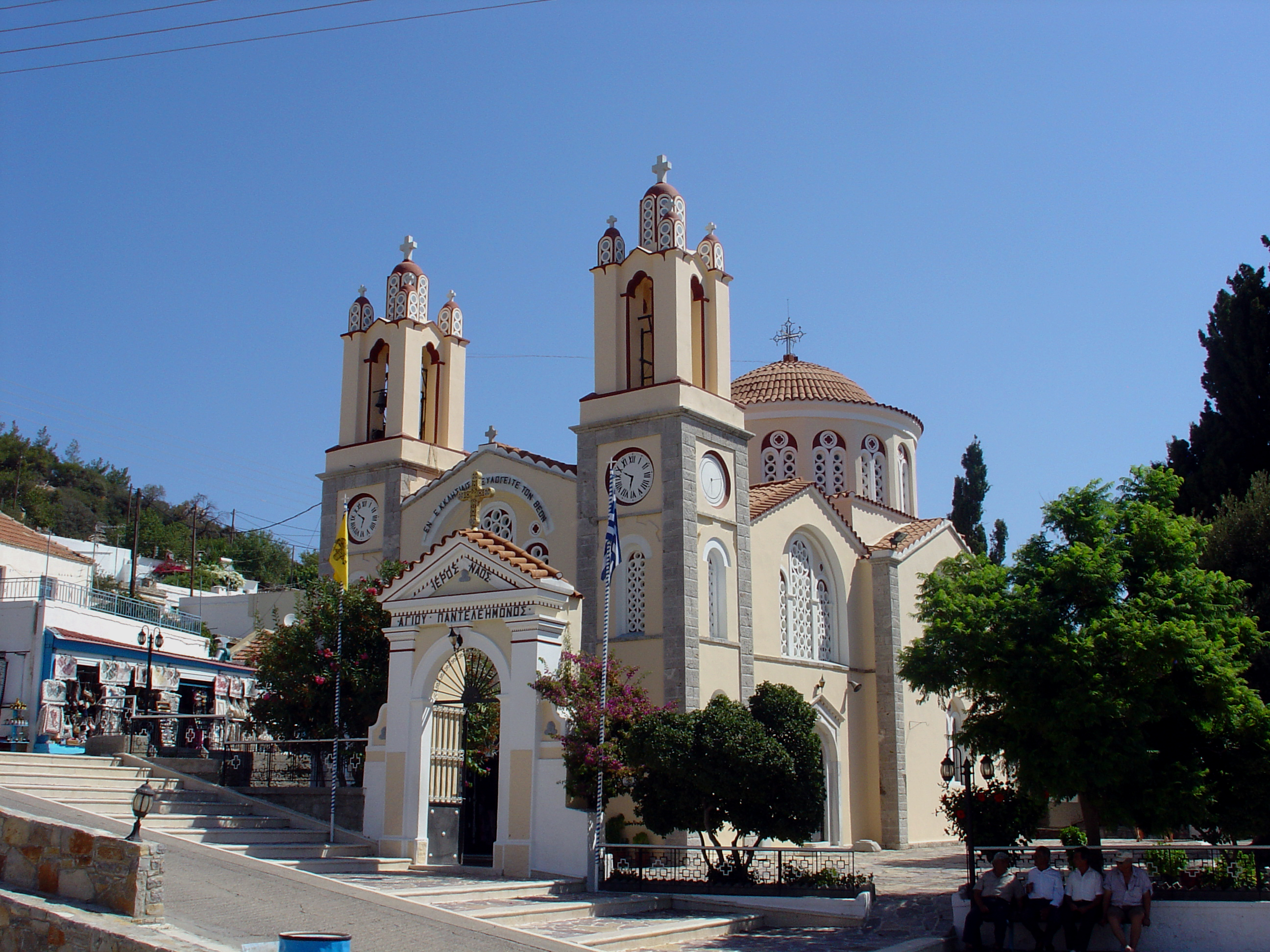
Iglesia de San Pantaleón en Siana.

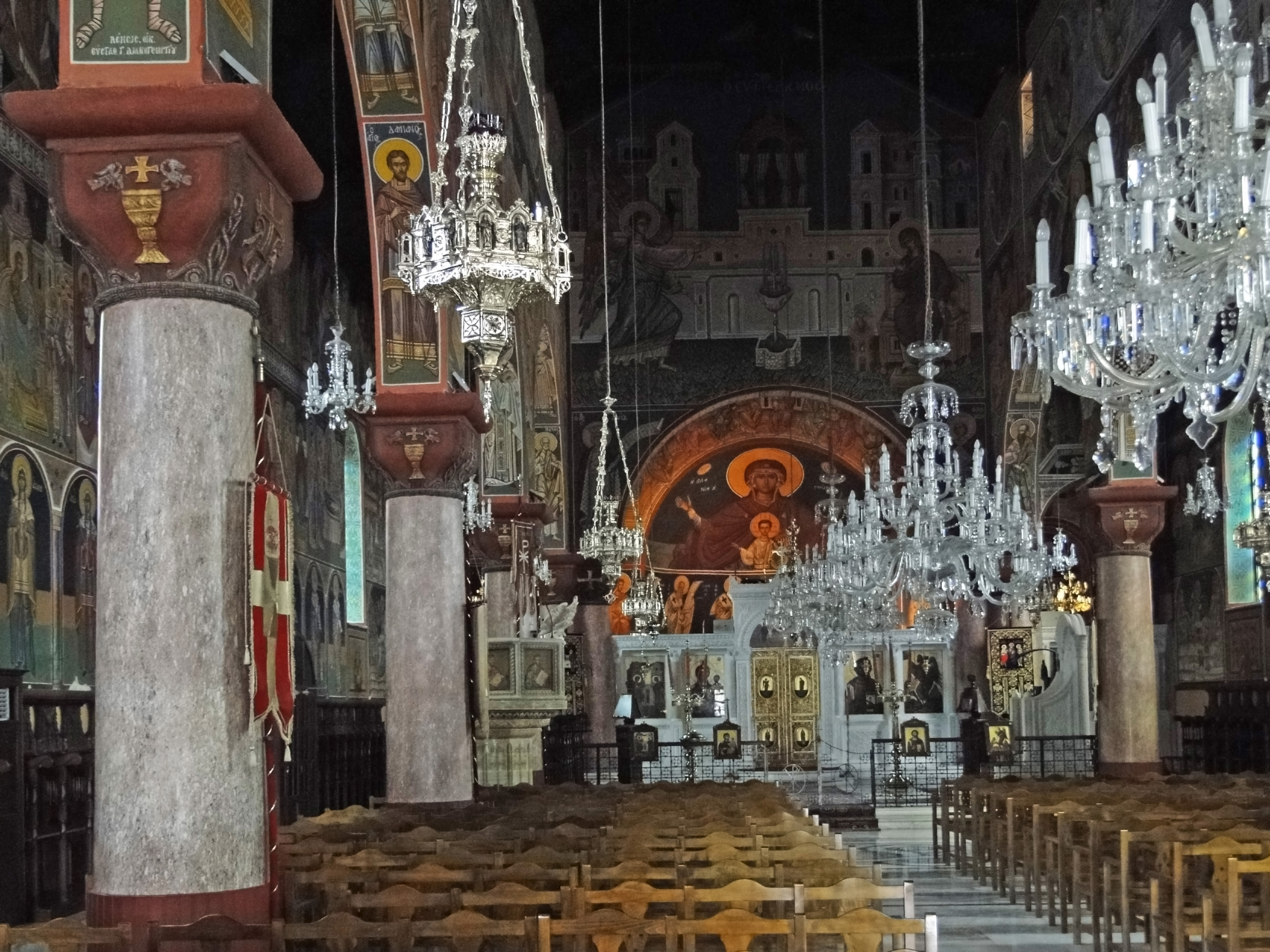
Interior de la catedral de Rodas.

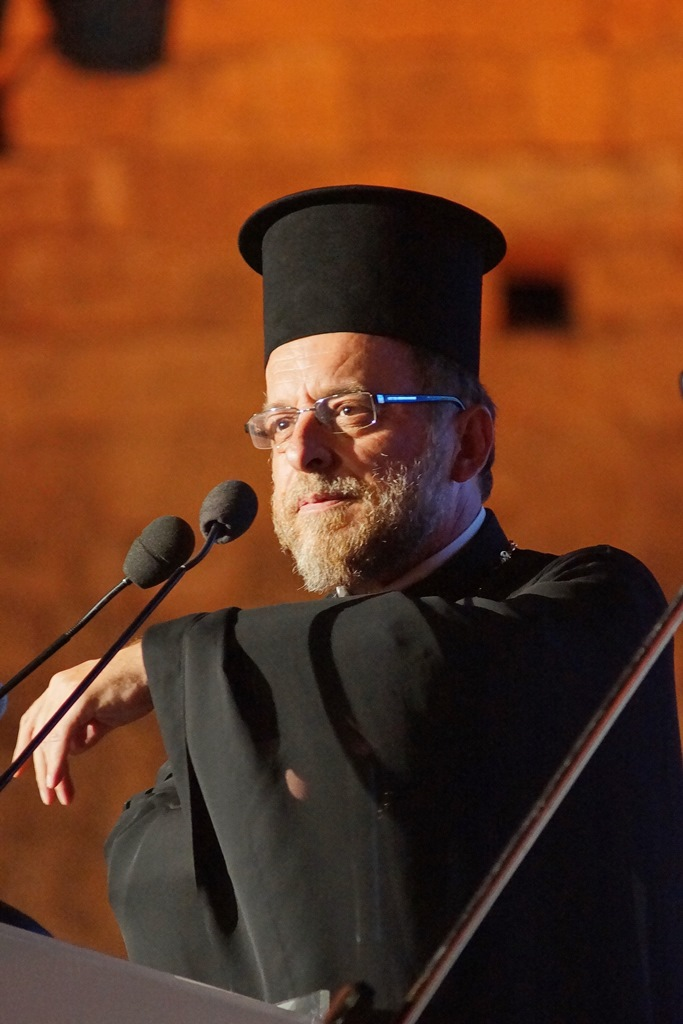
Cirilo II (Koyerakis) en 2014, metropolitano de Rodas.

El metropolitanato de Rodas (en griego: Ιερά Μητρόπολη Ρόδου) es una diócesis de la Iglesia ortodoxa perteneciente al patriarcado de Constantinopla. Su sede está en la ciudad de Rodas en Grecia. Su titular lleva el título metropolitano de Rodas, el más honorable ('hypertimos') y exarca de todas las islas Cícladas (en griego: Μητροπολίτης Ρόδου, υπέρτιμος και έξαρχος πασών Κυκλάδων). Es una antigua sede metropolitana de la provincia romana de las Islas en la diócesis civil de Asia y en el patriarcado de Constantinopla.

## Territorio
El metropolitanato de Rodas se encuentra en la periferia de Egeo Meridional, en donde actualmente solo cubre la isla de Rodas. Separado por el mar Egeo, limita al noroeste con el metropolitanato de Symi; al noreste con el metropolitanato de Pisidia; y al sudoeste con el metropolitanato de Kárpatos.
Además de la ciudad de Rodas, otras localidades del metropolitanato son Ialysos, Kremasti, Paradisio, Afantou y Archangelos.
La metrópolis de Rodas comprende 63 parroquias y 7 capillas (6 en la ciudad de Rodas y una en Afandou). Se encuentran 17 parroquias en la unidad municipal de la ciudad de Rodas, 2 en la unidad municipal de Ialysos, 6 en la unidad municipal de Petaloudes, 8 en la unidad municipal de Kameiros, 6 en la unidad municipal de Attavyros, 10 en la unidad municipal de Rodas Sur, 5 en la unidad municipal de Lindos, 3 en la unidad municipal de Archangelos, 2 en la unidad municipal de Afantou, y 4 en la unidad municipal de Kallithea. Existen además 6 monasterios masculinos, 3 femeninos y uno sin fraternidad.

## Historia
Se considera que el fundador de la Iglesia cristiana en Rodas fue el apóstol Pablo de Tarso, ya que se menciona (Hechos de los Apóstoles 21) que en su tercera gira apostólica pasó por Rodas durante su viaje de regreso a Jerusalén. Según la tradición, el compañero del apóstol Pablo, Silas, predicó y realizó milagros en Rodas. La tradición dice que Prócoro fue el primer obispo de Rodas en el siglo I, pero no se sabe exactamente cuándo se fundó una diócesis en Rodas.
Al final del siglo III (circa 293), las reformas del emperador Diocleciano definen a Rodas como la capital de la provincia de las Islas (o la provincia de las Cícladas). El final de la persecución a los cristianos y el surgimiento de Constantino I en la guerra civil romana le dio al cristianismo la oportunidad de convertirse en la religión oficial indiscutible del Imperio romano. Así, las provincias eclesiásticas se organizaron en las provincias estatales existentes. En consecuencia, fue elevada a sede metropolitana con una serie de sufragáneas en las otras islas de la provincia.
El Concilio de Nicea I en 325 aprobó la ya existente organización eclesiástica según la cual el obispo de la capital de una provincia romana (el obispo metropolitano) tenía cierta autoridad sobre los otros obispos de la provincia (sufragáneos), utilizando por primera vez en sus cánones 4 y 6 el nombre metropolitano. Quedó así reconocido el metropolitanato de Rodas en la provincia romana de las Islas. El canon 6 reconoció las antiguas costumbres de jurisdicción de los obispos de Alejandría, Roma y Antioquía sobre sus provincias, aunque no mencionó a Éfeso, su metropolitano también encabezaba de la misma manera a los obispos de la diócesis civil de Asia como exarca de Asia, entre ellos al metropolitanato de Rodas. El canon 28 del Concilio de Calcedonia en 451 pasó al patriarca de Constantinopla las prerrogativas del exarca de Asia, por lo que el metropolitanato de Rodas pasó a ser parte del patriarcado.
A través de los siglos ha habido grandes cambios en el número de obispos bajo la diócesis de Rodas. Desde principios del siglo VII hasta principios del IX hubo 11 diócesis. A mediados del siglo IX, aumentaron a 13 con el establecimiento de las diócesis de Nísiros y Astipalea. Durante el comienzo del siglo X, su número disminuyó a 10 con la abolición de las diócesis de Nísiros y Astipalea y la subordinación de la diócesis de Andros bajo el metropolitano de Atenas. A mediados del mismo siglo, aumentaron nuevamente a 13, porque reaparecieron las diócesis de Nísiros y Astipalea y se agregó la diócesis de Icaria. Entre los años 972-976 su número llegó a 14 con la adición de la diócesis de Tracheiá. Para el siglo XIV ya no tenía ninguna diócesis sufragánea. En la primera época en las Notitiae Episcopatuum que datan de principios del siglo V, Rodas ocupó el puesto 26 entre las sedes bajo el patriarcado de Constantinopla, cayendo al lugar 28 después del cuarto concilio ecuménico en 451, a 33 a mediados del siglo VI y ascendiendo a 30 a principios del siglo IX.
En 654 Rodas fue atacada por Djunada ben Abi Umayya al-Azdi, gobernador árabe de Siria, que construyó allí un fuerte que conservó siete años, pero recibió orden de abandonarlo en 661. En 672 fue temporalmente ocupada por las fuerzas del califa Muawiyah I dirigidas otra vez por el general Djunada ben Abi Umayya al-Azdi. En 718, después del fracaso árabe en Constantinopla, la isla fue evacuada. En 1082 Bizancio concedió a Venecia una base naval comercial en Rodas que garantizó la tranquilidad en la zona, hasta entonces objeto de depredaciones de piratas. En 1204, a la caída de Constantinopla en manos del Imperio latino, Rodas declaró su independencia, pero desde 1224 pasó al el control del Imperio de Nicea, que en 1261 recuperó la antigua capital bizantina. Los bizantinos entregaron Rodas a sus aliados genoveses en 1250. En 1283 Rodas fue ocupada por los selyúcidas.
En 1302 los venecianos se establecieron en la isla en posiciones que fueron consideradas bajo soberanía de la república. En 1303 la isla fue asolada por un terremoto que mató a buena parte de la población griega y los turcos se establecieron en algún punto de la isla. El 20 de septiembre de 1306 los Caballeros de San Juan ocuparon Peraclos en la costa oriental de Rodas y el 15 de agosto de 1309 la ciudad de Rodas, expulsando a los turcos. Los Caballeros de San Juan expulsaron al metropolitano ortodoxo de Rodas y fue reemplazado por un arzobispo católico latino. En los años que siguieron, el patriarcado ecuménico ordenó metropolitanos, pero permanecieron fuera de Rodas, ya que no se les permitió establecerse en su sede. En ausencia del metropolitano, la administración fue ejercida por un consejo compuesto por clérigos y dignatarios de la isla.
Para preservar la fe de los isleños ortodoxos, el patriarcado aplicó el cuidado pastoral efectivo de las provincias ocupadas por los Caballeros de San Juan. Así, en 1369, Rodas y Cos fueron atribuidas a los metropolitanos de Side. Del mismo modo, en 1378 el patriarca Nilo dio al metropolitano de Myra los estados de Rodas y Cos. En 1387, el metropolitano de Perga y Antalya recibió las diócesis de Rodas y Cos, mientras que el metropolitano de Myra recibió la escuela del arzobispado de Karpathos, finalmente, en 1393 lo fue el metropolitano de Staurópolis. La amenaza otomana obligó a los Caballeros de San Juan a permitir finalmente la instalación de un metropolitano ortodoxo. De hecho, el metropolitano Natanael I participó en el Concilio de Florencia, donde los ortodoxos aceptaron la unión con la Iglesia católica en 1439, pero cuando regresó a Rodas, el arzobispo latino le prohibió desembarcar. La unión provocó una fuerte reacción de la población ortodoxa de Rodas y los Caballeros de San Juan se vieron obligados a reprimirlos por la fuerza.
El período de dominio otomano comenzó el 1 de enero de 1523 y el primer metropolitano de este período, Eutimio, fue ahorcado unos años más tarde como conspirador en un intento de golpe de Estado. Sin embargo, siguió un período de calma, hasta el comienzo de la Revolución griega, cuando hubo persecuciones y la abolición de muchos privilegios. En 1835 el sultán Mahmut II normalizó la situación mediante la emisión de un firman que restauró los privilegios; hasta la llegada de los Jóvenes Turcos y su nueva abolición. Luego de la ocupación otomana solo fue restablecida como sufragánea de Rodas la diócesis de Lerni, que pasó a ser metropolitanato en 1888. 
El 23 de abril de 1912 un cuerpo expedicionario italiano desembarcó en Rodas y la ocupó sin resistencia. El Tratado de Lausana reconoció la posesión italiana el 24 de julio de 1923. Al principio los italianos no crearon problemas en la Iglesia ortodoxa. Sin embargo, después del ascenso del fascismo, se siguió una política más agresiva. Queriendo dominar al Dodecaneso, intentaron romper las relaciones de los isleños con Grecia. En esta dirección, crearon el llamado "problema de la autocefalía", ya que vomo la principal institución nativa en las islas, la Iglesia ortodoxa fue un objetivo importante de esta campaña, como la revocación gradual de sus privilegios de la era otomana, los intentos de separarla del patriarcado y hacer que la Iglesia del Dodecaneso sea autocéfala y la persecución del clero principal. En la política de italianización en su nueva colonia los italianos no dudaron en actuar en contra del idioma griego, pero el metropolitano Apóstol II revivió la "escuela secreta", utilizando el catecismo como pretexto para enseñar griego a los niños a través de los libros de la Iglesia.
Desde el 11 de septiembre de 1943 los alemanes ocupan la isla, hasta que les fue arrebatada por los británicos el 9 de mayo de 1945, que ejercieron la administración hasta que fue entregada a Grecia el 7 de marzo de 1948. La integración del Dodecaneso a Grecia marcó un nuevo período para el metropolitanato de Rodas, ya que después de unos 600 años pudo concentrarse en su trabajo puramente espiritual, sin opresión e intervenciones de conquistadores extranjeros.
El 20 de abril de 2004, en un esfuerzo por mejorar la administración religiosa de las islas, el patriarcado ecuménico decidió separar de la jurisdicción del metropolitanato de Rodas las islas de Symi, Jalki, Tilos y Kastelórizo, que pasaron al nuevo metropolitanato de Symi. 
En la misma fecha Nísiros fue unida a Cos formando el metropolitanato de Cos y Nísiros.

## Cronología de los obispos
- Prócoro † (siglo I)
- Fotin † (284-305)
- Eufrosinio † (305-325?) (participó en el Concilio de Nicea I)
- Elanódico † (431-?)
- Juan I † (449-454)
- Agapito † (455-459)
- Isaías † (513-528)
- Teodosio I † (553-?)
- Isidoro † (680-681)
- León I † (783-801)
- Teófanes † (814-832)
- Nilo I † (833-?)
- Miguel † (858)
- Leoncio † (858-868)
- Miguel † (868-879)
- Leoncio † (879)
- Teodoro † (997-?)
- Juan II † (1070-1100)
- Nicéforo † (1147-1156)
- Anónimo (1156-1166)
- León II † (1166-?)
- Juan III † (1166)
- Teodulo † (1256-1274)
- Jorge † (mencionado en 1256)
- Anónimo (1274-?)
- Juan IV † (1350-1355)
- Nilo II † (1355-1369)
  - Gobernada por el metropolitano de Side (1369)
  - Gobernada por el metropolitano de Myra (1378)
  - Gobernada por el metropolitano de Perga y Antalya (1387)
  - Gobernada por el metropolitano de Staurópolis (1393)
- Anónimo (1393-?)
- Andrés † (1432-1437)
- Natanael † (1437-1439) (participó en el Concilio de Florencia)
- Macario † (1450-1455)
- Nilo III † (1455-1470)
- Mitrofanes I † (1471-1498)
- Mitrofanes II † (1498-1511)
- Jeremías I † (1511-1522)
- Clemente † (1522-1523)
- Eutimio † (1524-1525?)
- Teodosio II † (1541-1548)
- Nicandro † (mencionado en 1581)
- Calixto † (1576-1594)
- Paisio I † (1597-1603)
- Jeremías II † (1603-marzo de 1604)
- Filoteo II † (1604-1610)
- Ignacio II † (1610-1612)
- Pacomio † (1612-1637)
- Melecio I † (1637-1639)
- Paisio II † (1639-1643)
- Melecio II † (1643-1651)
- Gregorio † (1651-1652)
- Natanael II † (1652-1655)
- Joaquín I † (1656-1676)
- Partenio † (1676-1691)
- Constancio † (1692-1702)
- Ignacio III † (1702-1722)
- Neófito † (1722-1733)
- Jeremías ΙΙΙ † (1733-1758)
- Caliníco I † (1758-1792)
- Agapio † (1792-1827 falleció)
- Paisio III (Andrios) † (junio de 1827-abril de 1829 renunció)
- Paisio IV (Kambanis) † (mayo de 1832-marzo de 1836 trasladado al metropolitanato de Mesembria)
- Caliníco II (Kaludzos) † (marzo de 1836-agosto de 1839 trasladado a Creta)
- Jacobo (Patmios) † (agosto de 1839-6 de febrero de 1856 renunció)
- Ignacio IV (Vasiliadis) † (6 de febrero de 1856-febrero de 1861 trasladado al metropolitanato de Kestentilion)
- Cirilo I (Papadakis) † (26 de febrero de 1861-26 de octubre de 1861 falleció)
- Doroteo (Prasinos) † (11 de enero de 1862-3 de abril de 1865 falleció)
- Sinesio † (15 de abril de 1865-febrero de 1876 depuesto)
- Germán (Kavakopoulos) † (19 de febrero de 1876-8 de febrero de 1888 trasladado al metropolitanato de Heraclea)
- Gregorio (Prodrom) † (17 de marzo de 1888-1 de junio de 1893 trasladado al metropolitanato de Korytsa)
- Constantino (Hajimarku) † (1 de junio de 1893-18 de enero de 1900 trasladado al metropolitanato de Cícico)
- Hieroteo (Dimitriadis) † (3 de febrero de 1900-agosto de 1900 trasladado al metropolitanato de Bizia y Medea)
- Joaquín (Valaciadis) † (7 de septiembre de 1900-13 de marzo de 1910 trasladado al metropolitanato de Nicópolis)
- Gerásimo (Tantalidis) † (13 de marzo de 1910-26 de enero de 1912 trasladado al metropolitanato de Pisidia)
- Benjamín (Psomas) † (30 de enero de 1912-11 de junio de 1913 trasladado al metropolitanato de Selimbria)
- Crisóstomo † (5 de febrero de 1924-30 de abril de 1924 impedido por las autoridades italianas)
- Apóstol I (Trifonos) † (30 de abril de 1924-6 de junio de 1946 renunció) (por segunda vez)
- Timoteo (Evangelinidis) † (16 de enero de 1947-7 de junio de 1949 trasladado a América)
- Timoteo (Evangelinidis) † (20 de septiembre de 1949-6 de octubre de 1949 falleció) (por segunda vez)
- Espiridón (Synodinos) † (25 de enero de 1951-29 de abril de 1988 falleció)
- Apóstol II (Dimelis) † (5 de mayo de 1988-20 de abril de 2004 renunció)
- Cirilo II (Koyerakis) (desde el 25 de abril de 2004)